# إليزابيث كولمان وايت
إليزابيث كولمان وايت (بالإنجليزية: Elizabeth Coleman White) هي عالمة نبات أمريكية، ولدت في 5 أكتوبر 1871 في نيوجيرسي في الولايات المتحدة، وتوفيت في 11 نوفمبر 1954 في Brendan T. Byrne State Forest ‏ في الولايات المتحدة بسبب سرطان.